# Атаки авиабаз под Рязанью и в Энгельсе
Взрывы на стратегических авиабазах в Дягилеве и Энгельсе впервые произошли утром 5 декабря 2022 года в период российского вторжения на Украину.
Бомбардировщики, базировавшиеся на авиабазе в Энгельсе, регулярно использовались для ракетных атак по Украине, преимущественно для ударов по украинской энергосистеме.

## Ход событий
Согласно сообщениям местных российских СМИ, 5 декабря 2022 года в 6 утра по местному времени беспилотник упал на взлётно-посадочную полосу авиабазы Энгельс-2 в Саратовской области. Также утром 5 декабря беспилотник ударил по авиабазе Дягилево в Рязанской области. Согласно российским провоенным телеграм-каналам, взрывы произошли практически синхронно.
В СМИ сообщалось, что на базе «Энгельс-2» два бомбардировщика Ту-95 получили повреждения, а двое военнослужащих были ранены. На базе Дягилево, по официальным данным, был повреждён бензовоз, погибло трое военнослужащих, а ещё шесть получили ранения. На одном из спутниковых спутников базы в Дягилеве от 5 декабря были запечатлены следы горения рядом с самолётом Ту-22М. Согласно спутниковым снимкам американской компании Maxar, беспилотники не добились прямых попаданий в бомбардировщики. В Минобороны России утверждали, что ПВО перехватили беспилотники. ВКС РФ уже через несколько часов подняли с этих аэродромов десятки бомбардировщиков с крылатыми ракетами и нанесли очередной массированный удар по энергосистеме Украины.
В ночь на 26 декабря стало известно о появлении беспилотника над аэродромом «Энгельс-2». По заявлениям российских военных, он был сбит, при этом погибло три человека. Советник Офиса президента Украины Алексей Арестович сообщил об уничтожении 26 декабря на аэродроме в Энгельсе «пункта управления полётами вместе со всей дежурной сменой». Украинский журналист Владимир Золкин сообщил о гибели 17 российских военных, повреждении пяти самолётов Ту-95 и разрушении диспетчерской вышки. Однако спикер украинских ВВС Юрий Игнат заявил, что не может подтвердить эти данные, более того, добавив, что «слабо верится» в то, что одновременно удалось повредить сразу 5 самолетов, так как Ту-95 должны были располагаться на значительном удалении друг от друга. Вместе с тем, в украинских источниках сообщалось, что после этой атаки часть Ту-95МС перебазировались с базы в Энгельсе на авиабазу «Украинка» в Амурской области, что в 6 тысячах километрах от украинской границы.
29 декабря, в день очередного массированного обстрела украинских городов, жители Энгельса сообщили о звуках взрывов в районе военного аэродрома. Саратовский губернатор Роман Бусаргин заявил, что на территории Энгельсского района сработала система ПВО, «уничтожен неопознанный объект».

## Версии об использованном оружии
Журналисты отмечали, что от Дягилева до подконтрольной Украине территории — около 500 км, а до авиабазы в Энгельсе — около 700 км. По официальной информации, ВСУ не располагали оружием с дальностью, необходимой для поражения этих целей.
При этом в октябре 2022 года Укроборонпром сообщал, что завершает разработку ударного беспилотника с дальностью полета 1000 км и весом боевой части 75 кг. 4 декабря пресс-секретарь «Укроборонпрома» рассказала, что этот БПЛА перешëл к финальной стадии испытаний и должен пройти проверку в условиях радиоэлектронной борьбы.
Днем 5 декабря Минобороны России, признав факт атаки, заявило что нападение было осуществлено «реактивными беспилотными летательными аппаратами советского производства». Журналисты отмечали, что заявление Минобороны России согласовывалось с записью атаки, снятой камерой наблюдения в Энгельсе, на которой отчётливо слышен звук реактивного двигателя незадолго до взрыва на аэродроме.
Позднее российские милитаристские каналы заявили, что для атак использовались советские Ту-141 «Стриж». Журналисты отмечали, что Ту-141 «Стриж» являлся довольно старым советским аппаратом 1970-х годов разработки, однако он был способен преодолевать 1000 км со скоростью, близкой к скорости звука, и следовательно, мог добраться до российских баз. Но этот беспилотник был разработан для оперативной разведки в тылу противника, а не для использования в роли дрона-камикадзе. К 1990-м «Стриж» морально устарел и использовался в армиях России и Украины в качестве воздушной мишени, однако после 2014 года ВСУ вновь поставили Ту-141 «Стриж» на вооружение и использовали его для разведки в ходе войны в Донбассе. Журналисты писали, что после начала полномасштабной войны с Россией Украина пыталась модернизировать Ту-141 для возможности нанесения ударов, в частности, СМИ отмечали, что у упавшего в марте 2022 года Ту-141 «Стриж» в Загребе был обнаружен 120-килограммовый заряд взрывчатки. Также журналистами отмечалось, что во времена СССР Ту-141 «Стриж» выпускался на Харьковском авиационном заводе и, следовательно, Украина имела производственную и инженерную базу для модернизации этого беспилотника.
Согласно данным The New York Times, как минимум одна из атак корректировалась украинским спецназом, который находился поблизости от атакованной авиабазы.

## Реакция
Украина официально не брала на себя ответственности за атаки. В то же время советник офиса президента Украины Михаил Подоляк заявил: «если очень часто запускать что-то в воздушное пространство других стран, рано или поздно неизвестные летательные объекты вернутся к месту вылета».
Госсекретарь США Энтони Блинкен заявил, что США «не поощряли и не предоставляли украинцам возможности к нанесению ударов внутри России», но в то же время американский министр обороны Ллойд Остин сообщил, что США не мешают собственным усилиям Украины по развитию ударного потенциала.
Представитель немецкого канцлера Кристиане Хоффман заявила: «Украина подверглась нападению России, и Украина не обязана ограничивать свои оборонительные усилия своей государственной территорией, она может защищаться от российской агрессии и за её пределами», также отметив: «с нашей точки зрения, Украина осуществляет свое право на самооборону, закрепленное в 51-й статье Устава ООН».

## Оценки
Журналисты отмечали, что авиабаза Энгельс-2 была местом дислокации стратегических бомбардировщиков Ту-160М и Ту-95МС, способных нести ядерное оружие. По данным украинской стороны, эта база стала плацдармом для старта бомбардировщиков, наносивших удары по инфраструктуре Украины. Аэродром в Дягилеве также использовался для размещения стратегической авиации. По мнению издания The New York Times, Киев продемонстрировал свою готовность атаковать российские военные базы в глубоком тылу России. Газета назвала эту атаку «самой дерзкой» операцией украинской армии с начала войны. Британская разведка назвала произошедшее «одним из наиболее стратегически значимых провалов России в организации охраны своих военных объектов».
Conflict Intelligence Team отмечал, что «эти взрывы привлекли внимание к проблеме недостаточной противовоздушной обороны стратегически важных объектов в российском тылу. Количество комплексов воздушной обороны не бесконечно, российские военные уже вывозили их из Сирии и перебрасывали с других участков границы. Становится очевидно, что эффективно закрыть небо над всеми стратегически важными объектами не получается».
По мнению эксперта Европейского совета международных отношений Ульрики Франке, удары украинских беспилотников по территории России могли быть сигналом руководства Украины Западу — «мы можем бить по целям в России и без вас», чтобы способствовать предоставлению дальнобойных западных систем ВСУ для использования на территории Украины.